# Новиков, Николай Михайлович (1918—1980)
Никола́й Миха́йлович Но́виков (1918—1980) — полковник Советской Армии, участник Великой Отечественной войны, Герой Советского Союза (1945).

## Биография
Николай Новиков родился 25 февраля 1918 года в селе Михайловка (ныне — Мокшанский район Пензенской области). Окончил семь классов школы. В 1938 году Новиков был призван на службу в Рабоче-крестьянскую Красную Армию. В апреле 1941 года он окончил Ташкентское пехотное училище. С июля того же года — на фронтах Великой Отечественной войны.
Отличился в боях за освобождение Комаринского района Полесской области. В ночь с 22 на 23 сентября 1943 года заместитель командира 360-го стрелкового полка майор Н. М. Новиков с передовой группой в 50 человек форсировал Днепр, овладел городским посёлком Комарин и удерживал его до подхода основных сил полка.
К ноябрю 1944 года подполковник Николай Новиков командовал 360-м стрелковым полком, 74-й стрелковой дивизии, 75-го стрелкового корпуса, 57-й армии, 3-го Украинского фронта. Отличился во время освобождения Югославии. В ноябре 1944 года на подручных средствах полк Новикова переправился через Дунай в районе города Апатин и захватил, удержал и расширил плацдарм на его берегу. 7—26 ноября 1944 года Новиков вместе со своим полком участвовал в освобождении ряда населённых пунктов.
Указом Президиума Верховного Совета СССР от 24 марта 1945 года за «образцовое выполнение боевых заданий командования на фронте борьбы с немецкими захватчиками и проявленные при этом мужество и героизм» подполковник Николай Новиков был удостоен высокого звания Героя Советского Союза с вручением ордена Ленина и медали «Золотая Звезда» за номером 5439.
После окончания войны Новиков продолжил службу в Советской Армии. В 1948 году он окончил Военную академию имени М. В. Фрунзе. В 1967 году в звании полковника Новиков был уволен в запас. 
Проживал в Ленинграде, работал директором музея истории Ленинградского высшего военно-морского училища. 
Почётный гражданин г. п. Комарин Гомельской области Беларуси (1968).
Умер 15 июня 1980 года, похоронен на Новом Городском кладбище Петергофа.

## Награды и звания
Был также награждён двумя орденами Красного Знамени, орденами Суворова III степени и Отечественной войны II степени, двумя орденами Красной Звезды, рядом медалей.

## Память
- Имя Героя размещено на Аллее Славы в Комарине (Гомельская область, Беларусь), с портретом и биографией[2].